# Eva Segmüller
Eva Segmüller (Zürich, 21 januari 1932) is een Zwitserse vertaalster, feministe en politica voor de Christendemocratische Volkspartij (CVP/PDC) uit het kanton Sankt Gallen.

## Biografie
Eva Segmüller werd geboren als dochter van Ambros Weber, een burgemeester, en van Ida Kurtz. Ze huwde met Gottfried Segmüller, een chirurg. Na haar schooltijd in Biel/Bienne studeerde ze Romaanse talen en literatuur in Zürich. Later ging ze aan de slag als secretaresse en vertaalster.
Segmüller was voorzitster van de Katholischer Frauenbund van St.Gallen tussen 1972 en 1984. Van 1976 tot 1980 zetelde ze in de Kantonsraad van Sankt Gallen. Van 26 november 1979 tot 3 december 1995 zetelde ze in de Nationale Raad. In de Nationale Raad legde ze zich vooral toe op het gezin, de volksgezondheid en buitenlandse zaken. Van 1987 tot 1992 was ze voorzitster van de Christendemocratische Volkspartij. Daarmee was ze de eerste vrouwelijke regeringspartijvoorzitter van Zwitserland.